# Schweizer Baumuster-Centrale Zürich
Die Schweizer Baumuster-Centrale Zürich ist eine öffentliche Ausstellung von Baumaterialien, prototypischen Konstruktionen und innovativen Technologien. Der Eintritt ist kostenlos.

## Geschichte
1929 beschloss der BSA, Bund Schweizer Architekten, erstmals einen Baukatalog als Arbeitsinstrument für Architekten herauszugeben. In London bestand seit 1931 The Building Center als neue Baufachausstellung. Die Idee war, den Baukatalog durch eine ständige Ausstellung zu ergänzen. 1933 gründete Walter Henauer, Architekt BSA Zürich, zusammen mit Exponenten aus dem BSA eine «Demonstrative Propagandastelle des Baugewerbes», die heutige SBCZ Schweizer Baumuster-Centrale Zürich Genossenschaft, die er in der Folge 30 Jahre lang prägte. Mit ihm im Aufsichtsrat sassen Hans W. Moser, Architekt BSA Zürich, und Alfred Hässig, Redaktor des «Schweizer Baukatalog» Zürich. Die Eintragung ins Handelsregister erfolgte 1935 in Zürich.

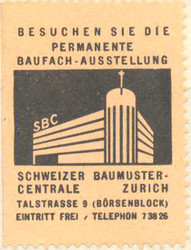
Briefmarke für den Eigengebrauch, ca. 1937

«Moralische Unterstützung» gaben folgende Fachleute und Verbände: Otto Salvisberg, Abteilungsvorstand der ETH Zürich; Roš, Direktor der Eidgenössischen Material-Prüfanstalt Zürich (heute EMPA); L. Jungo, Eidgenössische Baudirektion Bern; Alphonse Laverrière, Vertreter FAS Suisse Romande, Lausanne; Heinrich Peter, Kantonsbaumeister Zürich; Nationalrat R. Strässle, Präsident des Gewerbeverbandes der Stadt und des Kantons Zürich; Hermann Herter, Stadtbaumeister Zürich; F. Fritsche Ingenieur und Präsident des ZIA Zürcher Ingenieur- und Architektenvereins (heute SIA Sektion Zürich); H. Gossweiler, Ingenieur und Präsident des Baumeisterverbandes Zürich – Sektion des SBV und. Sigfried Giedion, Internationaler Kongress für Neues Bauen Zürich.

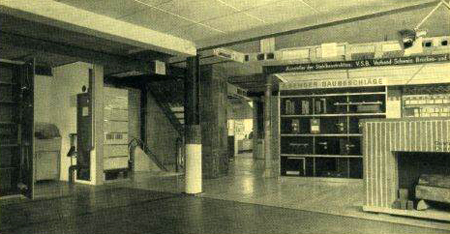
1935 Ausstellung von Baumaterialien an der Talstrasse 9, Zürich

Die SBCZ bezog 1935 die Räumlichkeiten an der Ecke Talstrasse / Börsenstrasse Zürich in dem von Henauer und seinem Partner Ernst Witschi zwischen 1928 und 1935 realisierten Gebäudekomplex, wo sich seit 1933 auch der Wohnbedarf mit Einbauten von Marcel Breuer und gegen den Paradeplatz die alte Börse befinden. Unter dem «Protektorat» des BSA Bund Schweizer Architekten fanden sich damals schon rund 100 ausstellende Firmen unter einem Dach. Max Helbling Architekt, Zürich und R.S. Rütschi, dipl. Architekt ETH BSA, Zürich, Geschäftsleiter der ersten Stunde, erklärten das Konzept anlässlich der Eröffnung der «Schweizer Bau-Centrale Zürich» (später Baumuster-Centrale) vom Samstag, 29. Juni 1935 wie folgt: (knappe Zusammenfassung und sprachliche Anpassung) Neben der Projektierungsarbeit ist eine der Hauptaufgaben von Architekten, die zur Ausführung ihrer Bauten für den speziellen Zweck jeweils geeigneten Materialien und Konstruktionen zu wählen. Dabei sind sie auf das Studium der im Büro einlaufenden Anpreisungen, persönliche Besuche von Lieferanten oder Prospekte angewiesen. Nun ist es schon ein ausserordentlicher Zufall, wenn solche Besuche von Vertretern oder das Eintreffen der Prospekte genau in dem Moment erfolgen wenn diese gerade gebraucht werden. In den meisten Fällen bleiben solche Empfehlungen an der Oberfläche haften. Man erinnert sich später im Bedarfsfalle des Angebots, hat aber die Informationen nicht mehr zur Hand.

## Konzept
In der «Schweizer Bau-Centrale Zürich» sind Produkte, prototypische Konstruktionen und innovative Materialien zum «Be-Greifen» und «Er-Leben» für Planende und Kreative jederzeit im Massstab 1:1 zugänglich. Eine definitive Auswahl von Materialien und Konstruktionen hängt letzten Endes immer wieder von der guten Sichtbarmachung und der Möglichkeit des Vergleichens ab. Nun kommt es aber in der Praxis wesentlich darauf an, die Materialien und Konstruktionen dann zu besichtigen und studieren zu können, wenn sie gebraucht werden. Temporäre Ausstellungen sind wichtig, sie wirken im Sinne von Anregungen befruchtend, aber wie bei den Prospekten: Wenn sie gebraucht werden, sind sie meistens nicht zur Hand. Eine ständige Baumaterial- und Baumuster-Ausstellung im Börsenblock an der Talstrasse 9, Sonntags geschlossen. stand im Prospekt zur Eröffnung. In einer Schrift aus den 50er Jahren war von der Überzeugungskraft und den Visionen einer Handvoll Idealisten zu lesen, dank denen die Baumuster-Centrale als einzigartiges Dienstleistungsunternehmen dieser Art zum Bindeglied der Bauwirtschaft, von Produzenten, Architekten, Planern, Bauherren und Bauinteressierten geworden sei. Als Drehscheibe dieser am Bauen beteiligten Kreise sei sie für viele zu einer neutralen nicht mehr wegzudenkenden Bauinstitution geworden.

## Publikumsmesse der Boomjahre
Nach dem Zweiten Weltkrieg und mit der Elektrifizierung der Schweizer Haushalte in den 50er Jahren wurde die Centrale mehr und mehr als «Publikumsmesse» ausgebaut. In einer Schrift von 1960 konnte man von mehreren Zehntausend Besuchern in der Ausstellung lesen. «Alle Materialien und Konstruktionen werden in Originalgrösse und im Gebrauch oder in der Anwendung gezeigt und vorgeführt, so dass der nachmalige Besteller über das Aussehen und die Ausführung vor der Bestellung genau Kenntnis hat. Die Schweizer Baumuster-Centrale hilft so das gute Bauen zu fördern.» Pressestimmen aus der Zeit: «Mit dem Bauherrn in die Baumuster-Centrale und viele Stunden Arbeitszeit sind gewonnen...» oder: «Ich erachte diese Stelle heute für unentbehrlich...» so und auf andere begeisterte Art und Weise urteilten Architekten und Bauherren über diese neutrale ständige Baumaterial- und Baumuster-Ausstellung. «Die Besuchenden können sich durch die Auslagen in 12 Schaufenstern und auf dem Weg durch drei Geschosse in ungezwungener Weise, ohne jede Beeinflussung durch einen Verkäufer, über alle Materialien, Konstruktionen und Neuerungen mühelos informieren, aus dem Dargebotenen Anregungen schöpfen, Betrachtungen und Vergleiche anstellen und hernach die für ihr Bauvorhaben richtige Entscheidung treffen.»

## 1960 und Max Bill
1960 eröffnete Max Spörri im Zusammenhang mit dem 25-jährigen Bestehen der Centrale die von Max Bill, Architekt, Künstler und Designer gestaltete Tapetenausstellung in der Schweizer Baumuster-Centrale. Als Berater wirkte auch Max Ernst Haefeli vom Büro Haefeli Moser Steiger in Zürich. Noch glaubte man an die Strahlkraft der Ausstellung. Nach 1980 mutierte die Centrale mehr und mehr zu einem Ort für Wohnberatung und verlor an Bedeutung für das Fachpublikum. Anlässlich des fünfzigsten Jubiläums wurden der Prospektdienst und die persönliche Beratung am «Schalter» als wichtigstes Element hervorgehoben. Mit einer Insellösung wollte man das Auffinden von relevanten Adressen und Prospekten EDV mässig informatisieren. Nicht mehr die Inhalte der Ausstellung, sondern eine Dienstleistung unmittelbar beim «Ladeneingang» besiegelten den weiteren Abstieg in die Mittelmässigkeit.

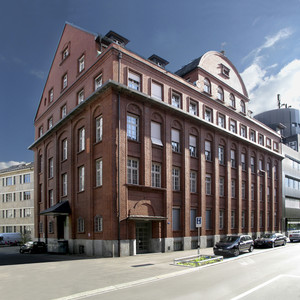
Die ehemalige Blusenfabrik, Weberstrasse 4, 8004 Zürich

## 2008 unter neuer Leitung
Mit dem Eintritt des neuen Geschäftsleiters, Werner K. Rüegger, dipl. Arch. SIA AIA SWB in 2008 konnte die vom Verwaltungsrat unter der Leitung von René Furler († 2013) bereits beschlossene Neuausrichtung in Etappen umgesetzt werden. Als Material-(Freihand-)Bibliothek und technische Ausstellung soll sich die Schweizer Baumuster-Centrale wieder an eine professionelle Zielgruppe sowie interessierte Laien richten. Schlussendlich waren die horrenden Mietpreise in der Nähe zur Bahnhofstrasse ein weiterer Auslöser für einen umfassenden Neuanfang. Nach 75 Jahren bezog die Schweizer Baumuster-Centrale Zürich im Herbst 2010 ihre neuen Räumlichkeiten im «Weberhaus». Der Standortwechsel war in vielerlei Hinsicht ein Glücksfall. Mit dem Umzug aus dem teuren Bankenviertel in den Zürcher Stadtkreis 4 rückte die SBCZ näher an ihre Zielgruppe, die Architekten, Ingenieure und Kreativen. Das Umfeld und die Architektur des «Weberhauses» tragen ihr Übriges bei. Das stattliche Gebäude an der Weberstrasse 4 liegt unweit der Neuen Börse in unmittelbarer Nähe zur Sihl. 1913 von den Architekten Hirsbrunner & Schäfer als Blusenfabrik für einen Zürcher Konfektionsbetrieb erstellt, weckt die verspielte Backsteinarchitektur Erinnerungen an Hamburger Handelshäuser.

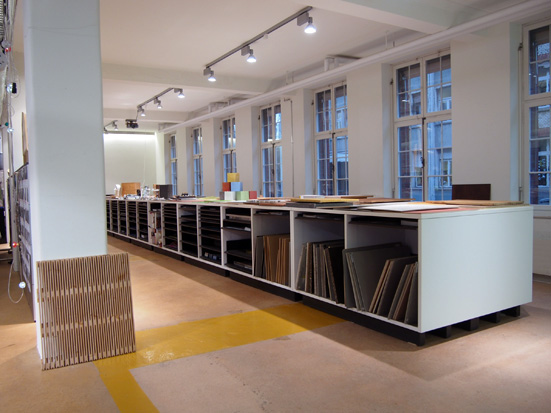
Sammlung von Baumaterialien in Stehfächern und Schubladen, 2010

## SBC.2, die Material-Kompetenz, Pendant zu Web 2.0 interaktiv
Die Geschossflächen sind offen und übersichtlich gestaltet. Die 50 × 70 cm grossen Baumuster sind überwiegend in langen Schubladenkorpussen und Stehfächern untergebracht. Sockel für Armaturen und Accessoires sowie die Plattformen aus normierten Holzpaletten (Europaletten) dienen zur Ausstellung von Materialinnovationen, prototypischen Konstruktionen und grossen Formaten. Die kodierten Muster werden mit dem Smartphone eingelesen und erlauben die Abfrage von Informationen im Internet. Heute bringen Begleitveranstaltungen zwei bis drei Mal pro Monat bis zu 250 Architekten, Ingenieure und Gestalter in die Centrale. Die «Brownbag-Lunch» Mittagsanlässe sind für Professionelle gedacht. Ausstellungen und Fachanlässe finden zwischen Materialien in den hellen Räumen statt.

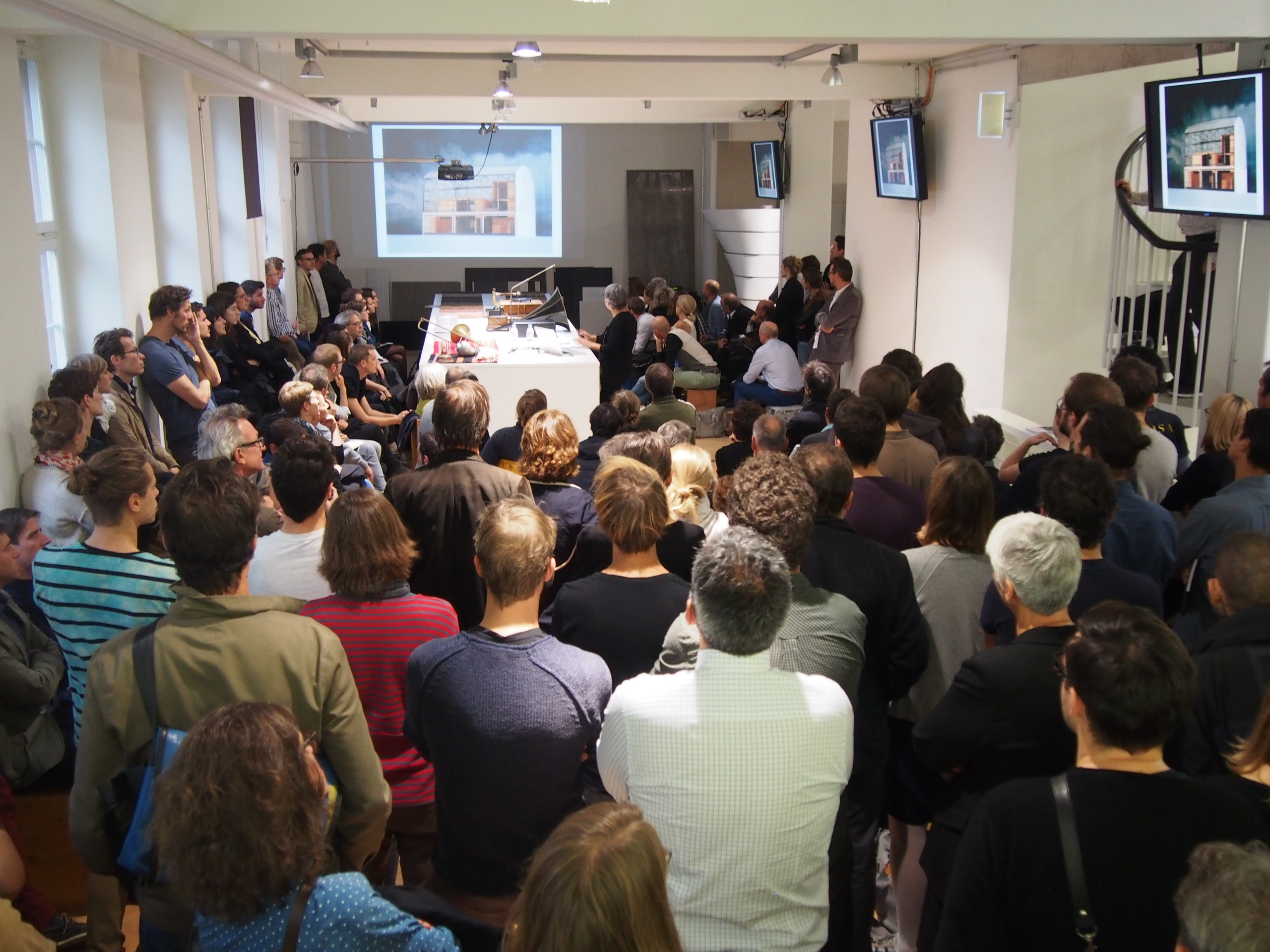
Begleitveranstaltung zwischen Materialien, Herbst 2015

Mit dem altershalben Rücktritt von Werner K. Rüegger als Direktor im Januar 2016, übernahm Stefan Baumberger, dipl. Arch. ETH SIA am 1. Februar 2016 die Leitung der Centrale.